# Доха (стадіон)
Стадіон Доха (івр. אצטדיון דוחא, Etztadion Doḥa ; араб. ستاد دوحة) — домашня арена клубу Бней Сахнін.

## Історія
Розташований в ізраїльському місті Сахнін, стадіон Доха був побудований в основному за державні кошти Держави Ізраїль і Національного олімпійського комітету Катару, і був названий на честь катарського міста Доха. Рішення катарців побудувати стадіон в Ізраїлі було прийнято після зустрічі депутата Кнесету Ахмадом Тібі з генеральним секретарем Національного олімпійського комітету Катару шейхом Саудом Абдулрахманом Аль Тані після того, як Тібі висловив свою стурбованість умовами для занять спортом на Сахніні. Залучення Катару мало на меті показати, що відносини між двома країнами є мирними та з однаковими інтересами.
У липні 2009 року була відкрита північна трибуна з додатковими 3500 місцями. Існують плани розширення місткості стадіону до 15 000,

## Галерея

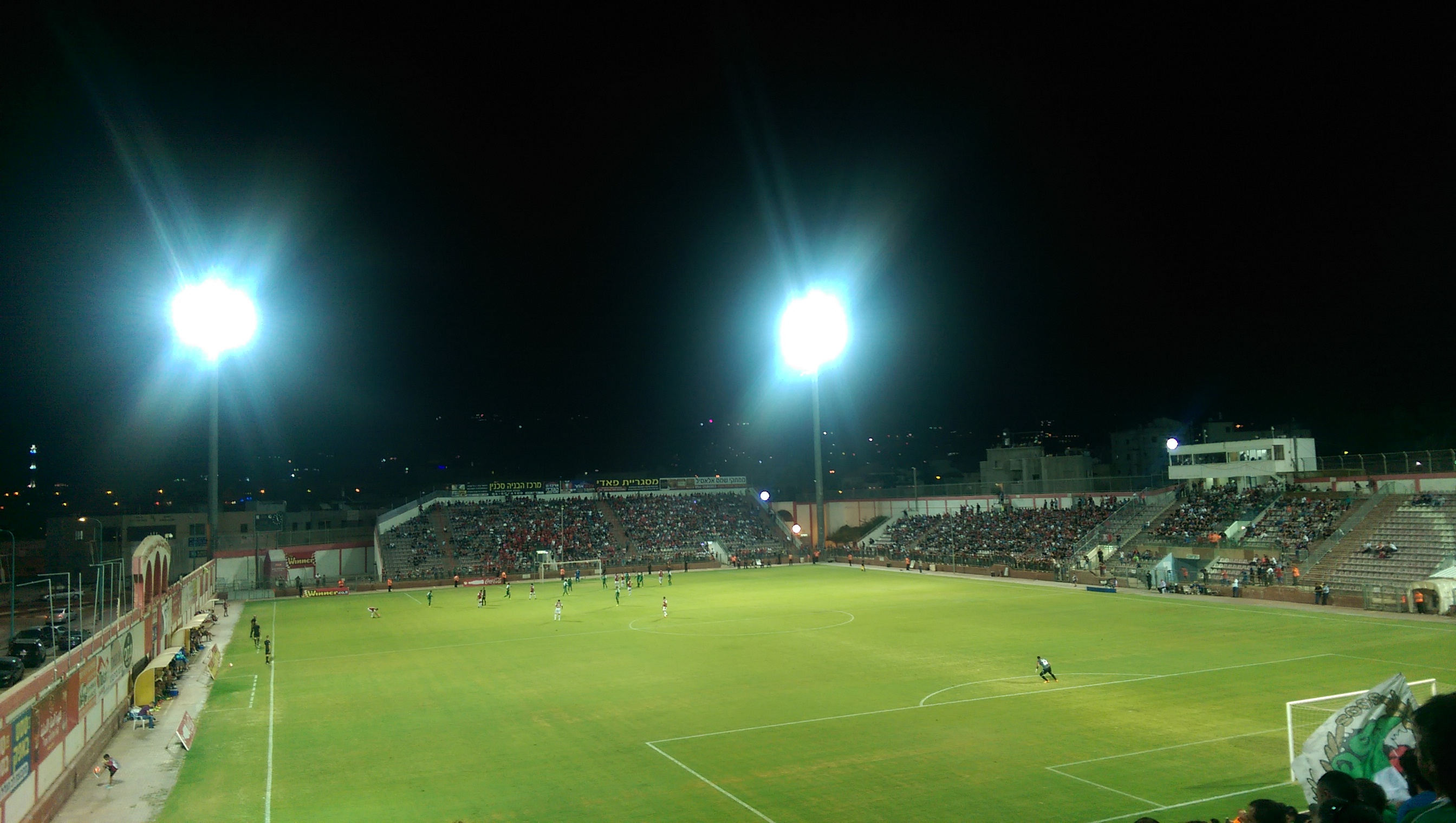
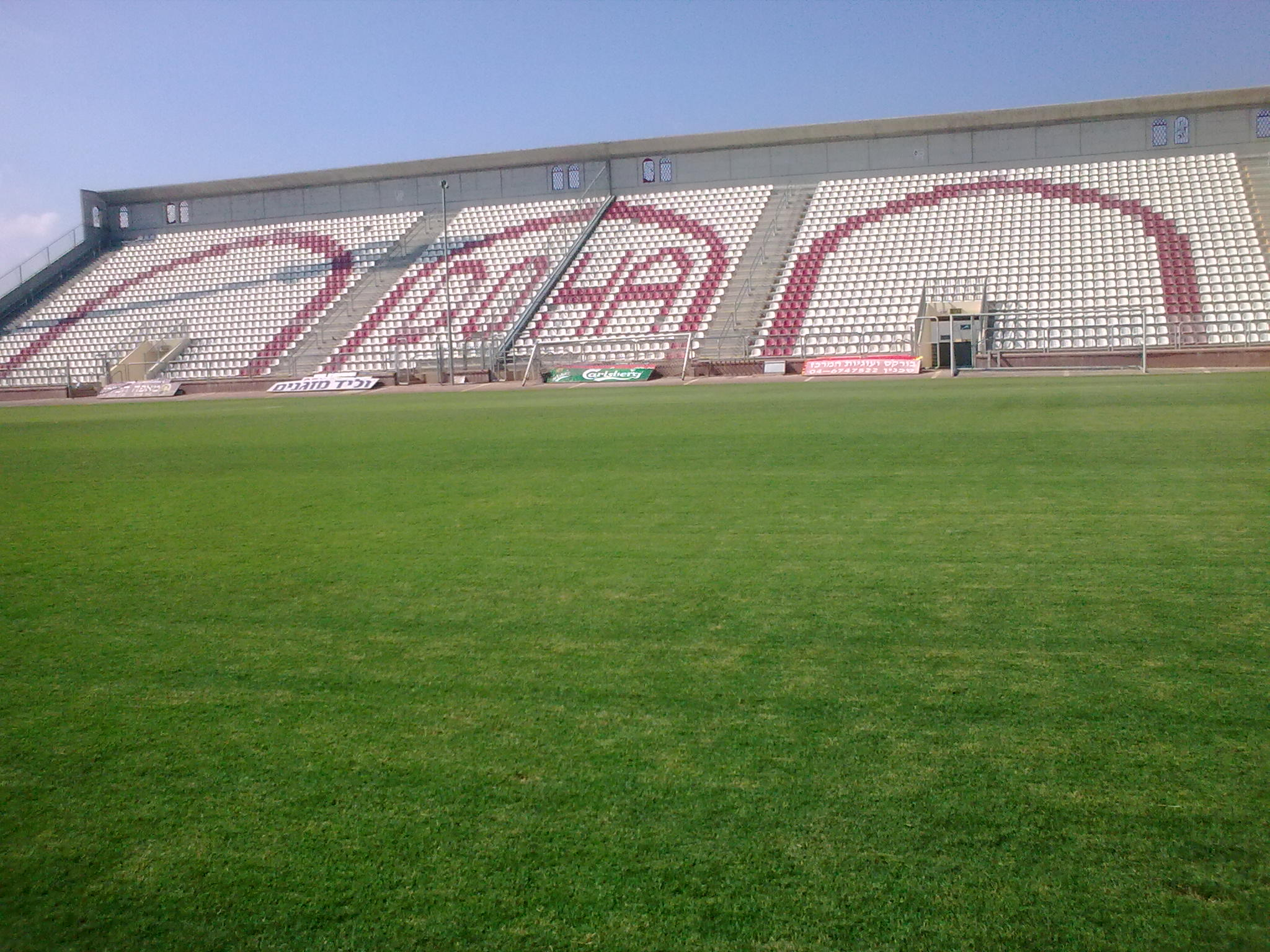
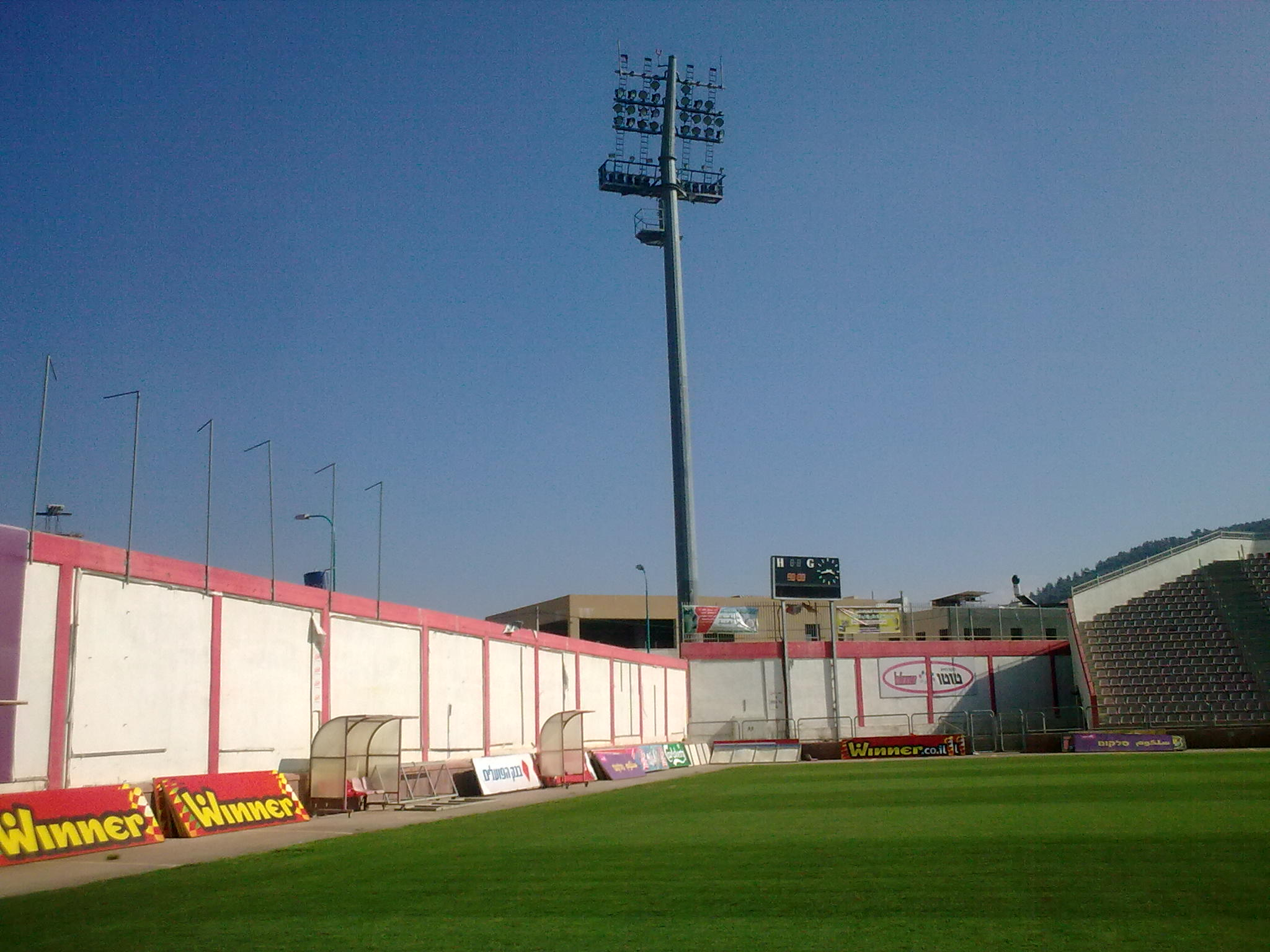
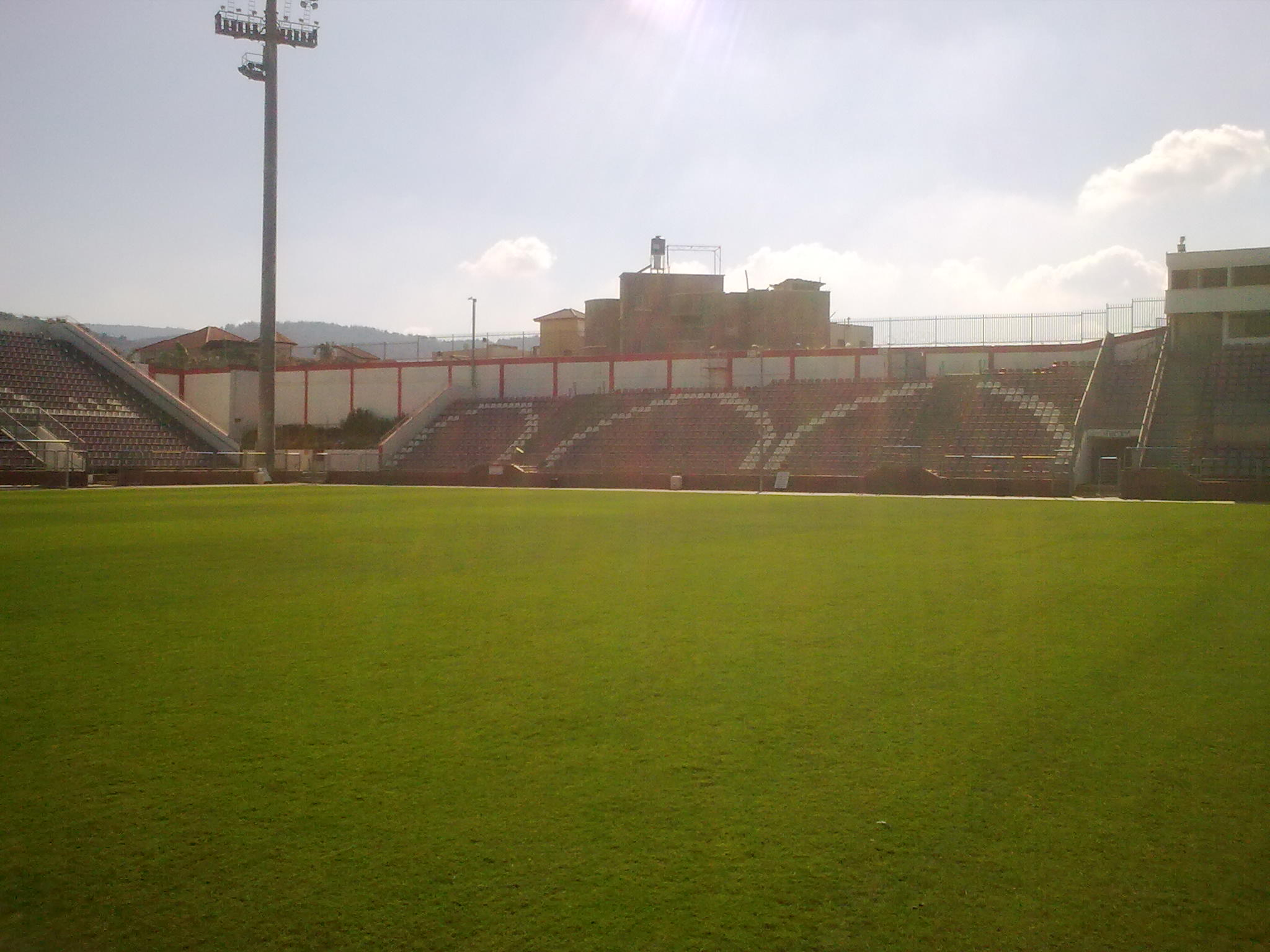